# João Cabral de Melo (político)

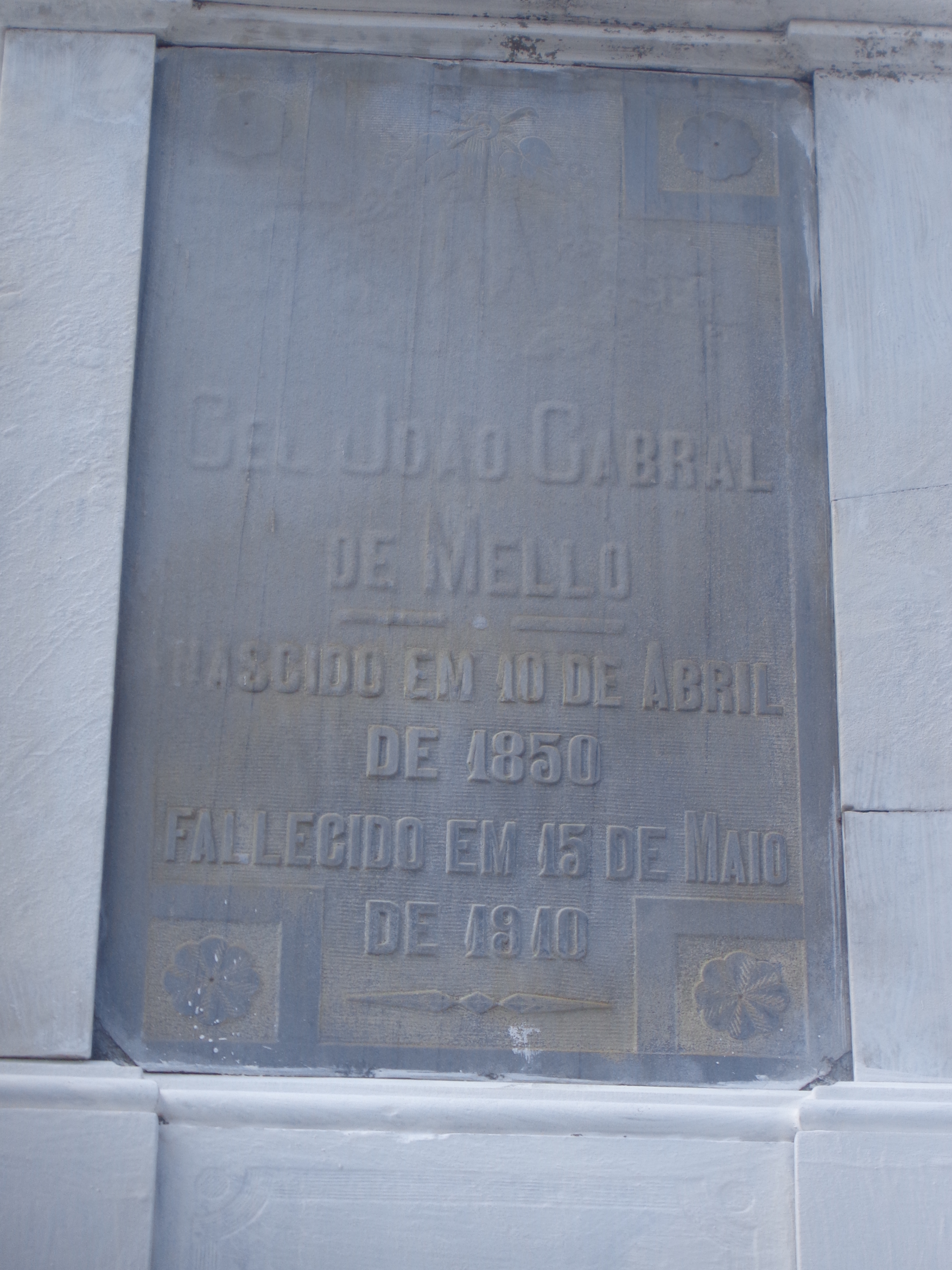
Sepultura no Cemitério Municipal de Tubarão

João Cabral de Melo (Laguna, 10 de abril de 1850 — 15 de maio de 1910) foi um político brasileiro.
Filho de José Antônio Cabral de Melo. Casou em 1877 com Minervina Collaço, filha do coronel Luís Martins Collaço. Pais de Carolina Collaço Cabral de Melo, que casou com Joaquim Davi Ferreira Lima.
Foi intendente municipal em Tubarão, cargo correspondente a prefeito municipal, de 1890 a 1910.
Recebeu a patente de coronel da Guarda Nacional em 1899.
Foi deputado à Assembleia Legislativa de Santa Catarina na 1ª legislatura (1891 — 1893), na 1ª legislatura (1894 — 1895), na 2ª legislatura (1896 — 1897), na 3ª legislatura (1898 — 1900), na 4ª legislatura (1901 — 1903), na 5ª legislatura (1904 — 1906), e na 6ª legislatura (1907 — 1909).
Sepultado no Cemitério Municipal de Tubarão.